# ЗАЗ-11055
ЗАЗ-110550 «Pick-Up» представляет собой коммерческую развозную модификацию базовой модели легкового переднеприводного автомобиля ЗАЗ-1105 «Дана». Под заказ грузовая платформа могла быть оборудована мягким либо жёстким пластиковым верхом, превращая фактически автомобиль в фургон с полезным объёмом грузового отсека до 2,5 м³. Кабина водителя отделена от грузовой платформы стационарной перегородкой со стеклом.

## Двигатель
Штатно устанавливается двигатель производства МеМЗ-310 объёмом от 1,1 до 1,3 л.

## Модификации и комплектации
Отличия Пикапа от базовой модели (ЗАЗ-1105):
- новый задний бампер с боковыми наставками
- установка заливной горловины, как на ЗАЗ-1102
- усилена балка задней подвески
- задние фонари, как на ЗАЗ-968М
- грузовая платформа имеет настил
- тент, закрывающий платформу, устанавливается на дуги, которые крепятся на боковых бортах, крепится на кронштейнах на бортах платформы при помощи застёжек
- устанавливаются два наружных зеркала заднего вида — левое и правое
- окно перегородки имеет решётку
- задний борт грузовой платформы — откидной.

Соответствие коммерческих названий заводским индексам моделей:
| Название в торговой сети                       | Заводской (конструкторский) индекс модели |
| ---------------------------------------------- | ----------------------------------------- |
| «Пикап» «Стандарт»                             | 110550 0000010                            |
| «Пикап» «Люкс» двиг. 1,2 л                     | 110557 0000010                            |
| «Пикап» «Стандарт» двиг. 1,2 л                 | 110557 0000010 10                         |
| «Пикап» «Люкс» двиг. 1,2 л (для Египта)        | 110557 0000010 31                         |
| «Пикап» «Люкс» двиг. 1,2 л правосторонний руль | 110557 0000010 36                         |
| «Пикап» «База» двиг. 1,2 л                     | 110557 0000010 51                         |
| «Пикап» «База» двиг. 1,2 л                     | 110557 0000010 53                         |
| «Пикап» «Люкс» двиг. 1,2 л                     | 110557 0000010 61                         |
| «Пикап» «Люкс» двиг. 1,2 л правосторонний руль | 110557 0000010 66                         |
| «Пикап» «Стандарт» двиг. 1,2 л с ГБО           | 110557 0000010 70                         |
| «Пикап» «Люкс» двиг. 1,2 л с ГБО               | 110557 0000010 75                         |
| «Пикап» «Люкс» двиг. 1,3 л                     | 110558 0000010                            |
| «Пикап» «Стандарт» двиг. 1,3 л                 | 110558 0000010 10                         |
| «Пикап» «Люкс» двиг. 1,3 л (Сименс)            | 110558 0000010 40                         |
| «Пикап» «Люкс» двиг. 1,3 л (СРВТ) Евро-0       | 110558 0000010 41                         |
| «Пикап» «Люкс» двиг. 1,3 л (Сименс)            | 110558 0000010 43                         |
| «Пикап» «Люкс» двиг. 1,3 л (Сименс)            | 110558 0000010 45                         |
| «Люкс» двиг. 1,3 л. (СРВТ) Евро-3/Польша       | 110558 0000010 47                         |
| «Пикап» «Стандарт» двиг. 1,3 л                 | 110558 0000010 51                         |
| «Пикап» «Стандарт» двиг. 1,3 л                 | 110558 0000010 53                         |
| «Пикап» «Люкс» двиг. 1,3 л дв. подъём          | 110558 0000010 61                         |

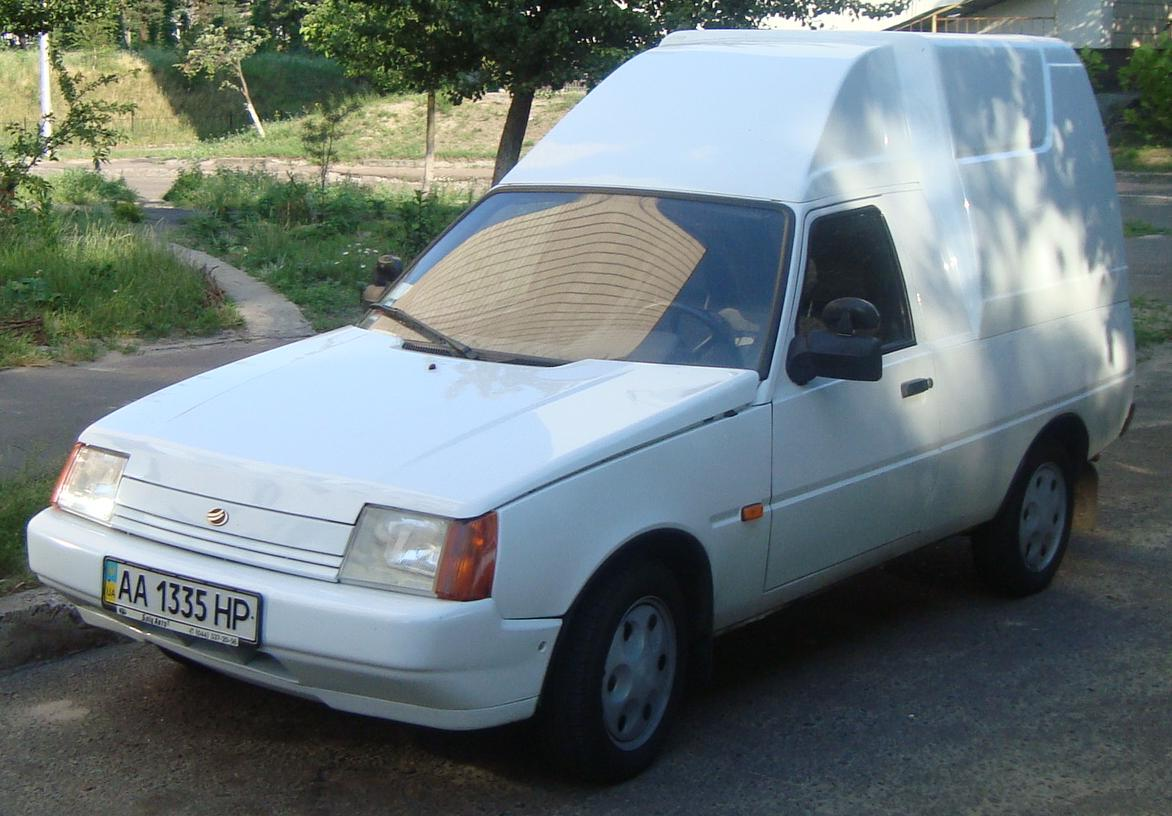
Модификация «фургон»
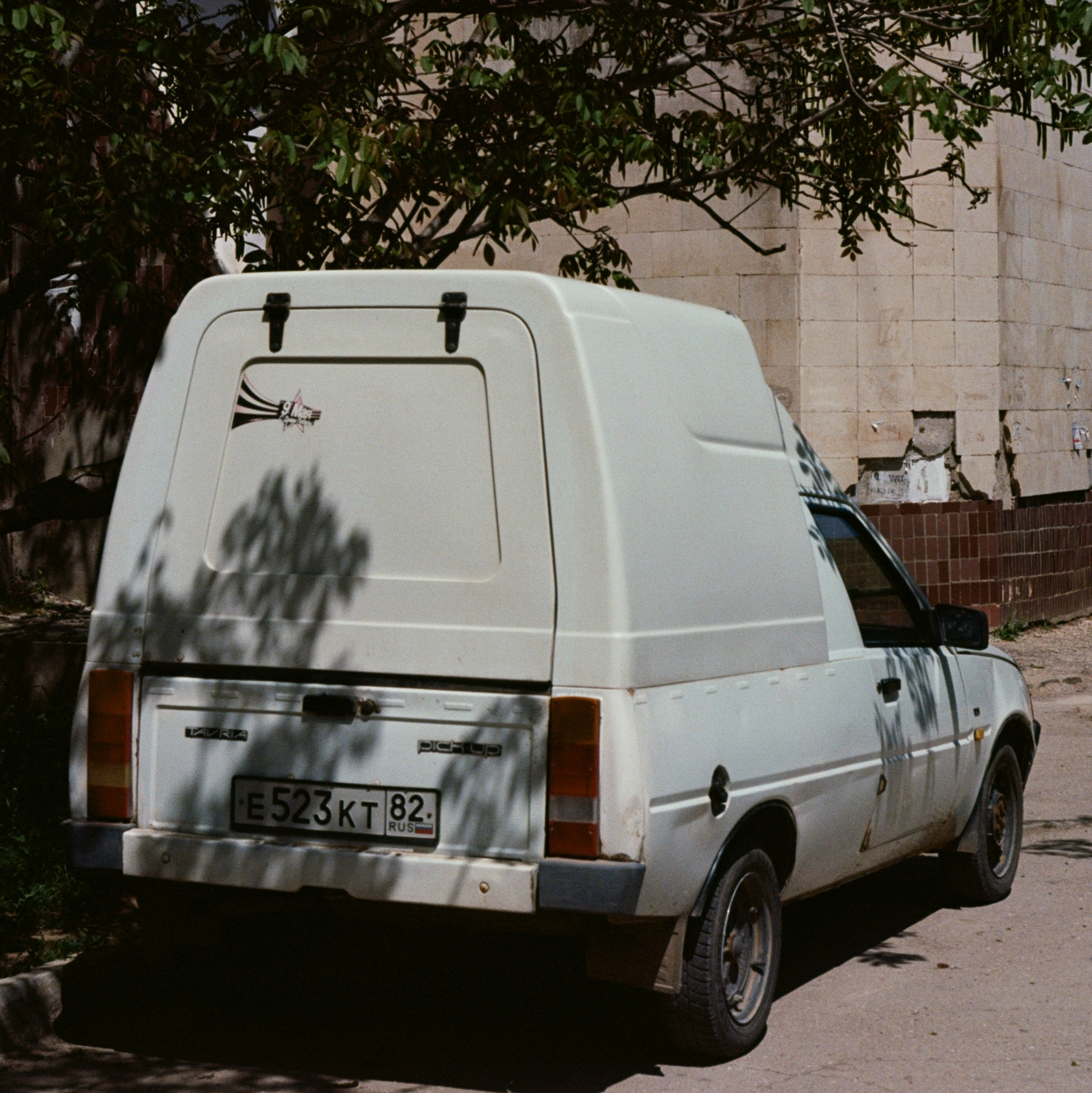
Фургон, вид сзади
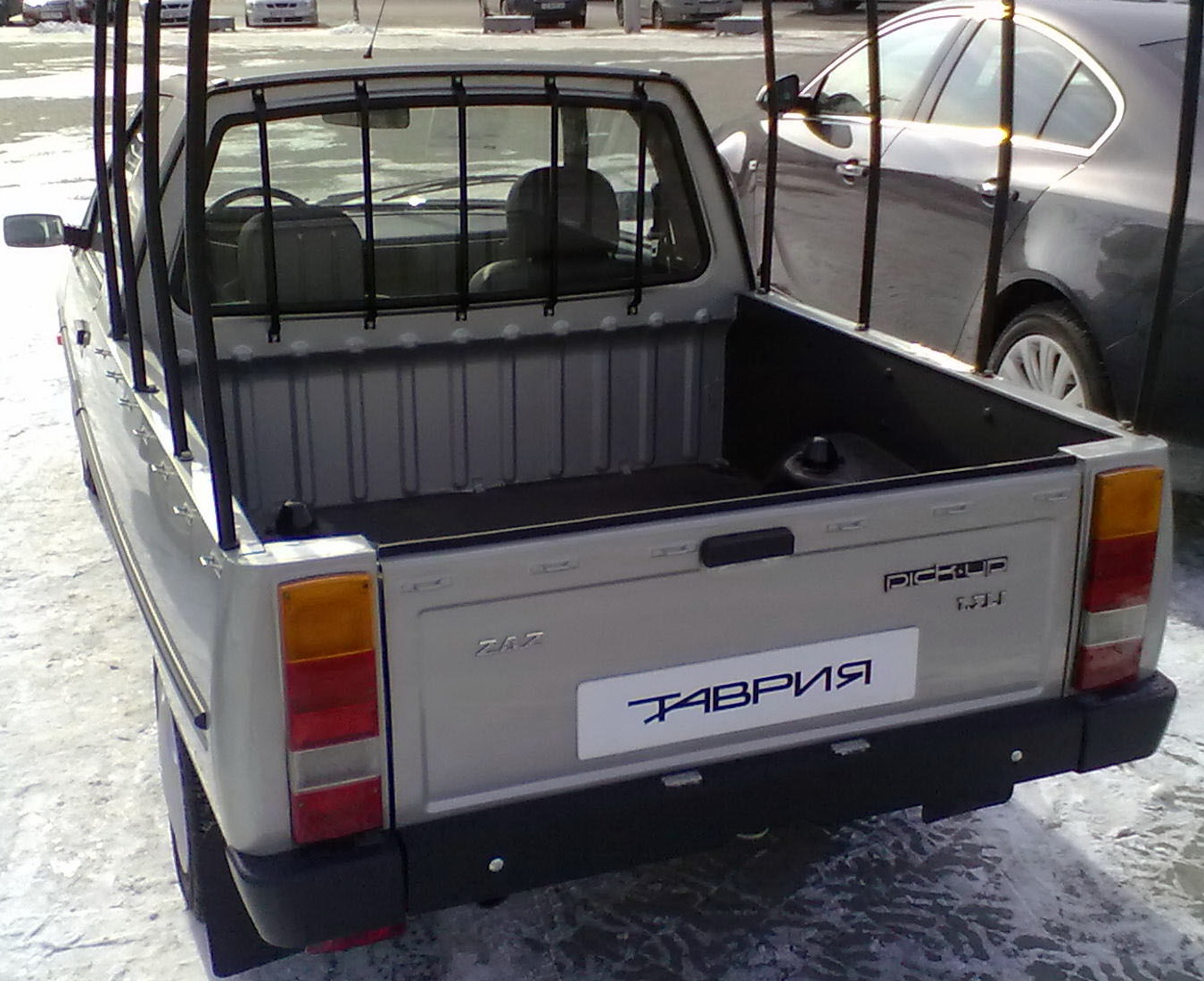
Пикап с грузовой платформой — стационарная остеклённая стенка между кабиной и кузовом.
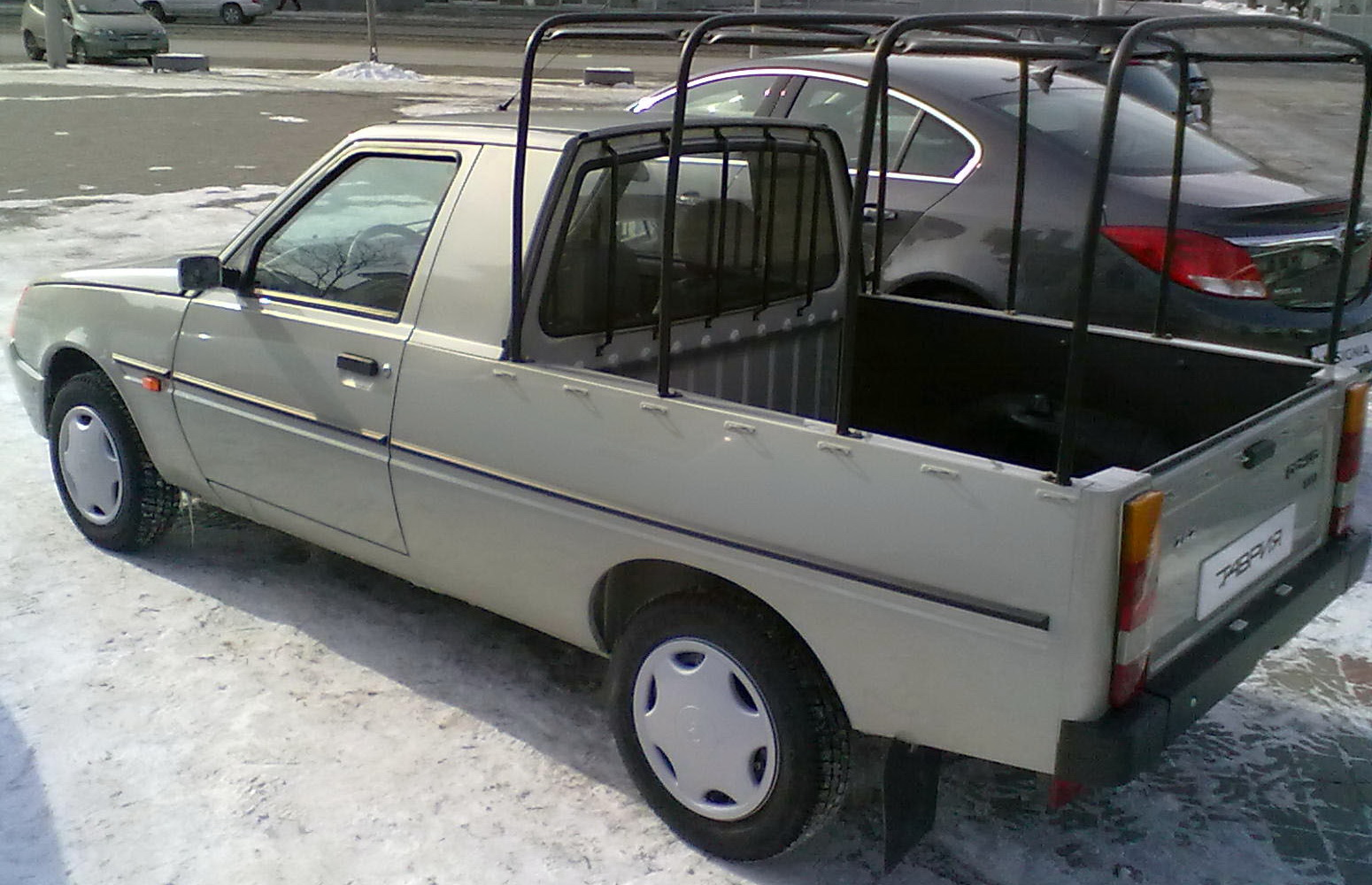
Пикап с грузовой платформой — дуги для крепления тента.